# Episodi di Gaiking - Legend of Daiku-Maryu
Questa è una lista degli episodi dell'anime Gaiking - Legend of Daiku-Maryu, andati in onda in Italia su Hiro.

## Lista episodi
| Nº | Titolo italiano Giapponese 「Kanji」 - Rōmaji - Traduzione letterale | In onda           | In onda          |
| Nº | Titolo italiano Giapponese 「Kanji」 - Rōmaji - Traduzione letterale | Giapponese        | Italiano         |
| 1  | L'arrivo del drago spaziale! 「大空魔竜が来た!」 - Daikū-Maryū ga kita! – "L'arrivo del Daiku Maryu!" | 12 novembre 2005  | 6 ottobre 2009   |
| 2  | Sono io il guerriero prescelto! 「俺が選ばれた戦士!?」 - Ore ga erabareta senshi!? – "Sono il guerriero prescelto!?" | 19 novembre 2005  | 7 ottobre 2009   |
| 3  | Addio, mamma 「旅立ち…さらば母さん!」 - Tabidachi... Saraba kaasan! – "Un nuovo inizio... Addio, mamma!" | 26 novembre 2005  | 8 ottobre 2009   |
| 4  | Destinazione Darius 「行くぜ！ダリウス突入作戦」 - Ikuze! Dariusu totsunyū sakusen – "Andiamo! Operazione per arrivare a Darius" | 3 dicembre 2005   | 9 ottobre 2009   |
| 5  | Siamo noi i cattivi?! 「おれたち悪者!?」 - Ore tachi warumono!? – "Siamo noi i cattivi!?" | 10 dicembre 2005  | 10 ottobre 2009  |
| 6  | Impossibile decollare 「どうする！？出撃不能！！」 - Dōsuru!? Shutsugeki funō!! – "Che facciamo!? Non si può decollare!!" | 17 dicembre 2005  | 11 ottobre 2009  |
| 7  | Sfida d'onore 「激突！誇り高き決闘」 - Gekitotsu! Hokori takaki kettō – "Scontro! Un duello d'onore" | 24 dicembre 2005  | 13 ottobre 2009  |
| 8  | Un nemico piccolo ma insidioso 「史上最小の強敵」 - Shijō saishō no kyōteki – "Il più piccolo e potente nemico di sempre" | 14 gennaio 2006   | 14 ottobre 2009  |
| 9  | Affrontare il futuro 「明日に向かって撃て！」 - Ashita ni mukatte ute! – "Affronta il domani e colpisci!" | 21 gennaio 2006   | 15 ottobre 2009  |
| 10 | La crisi di Lulu 「ルルの危機！海底の恐怖！！」 - Ruru no kiki! Kaitei no kyōfu!! – "La crisi di Lulu! Paura sottacqua!!" | 28 gennaio 2006   | 16 ottobre 2009  |
| 11 | L'attacco del generale Noza 「激震！！将軍ノーザ襲来！」 - Gekishin!! Shōgun Nōza shūrai! – "Cataclisma!! Il Generale Noza attacca!" | 4 febbraio 2006   | 22 ottobre 2009  |
| 12 | Tecnica proibita 「命がけ！？禁断の逆転技」 - Inochigake!? Kindan no gyakuten waza – "Rischio mortale!? La tecnica di contrattacco proibita"                                                                                            | 18 febbraio 2006  | 23 ottobre 2009  |
| 13 | La vera identità del capitano 「衝撃！キャプテンは父さん！？」 - Shōgeki! Kyaputen ha tōsan!? – "Shock! Il capitano è papà?!" | 25 febbraio 2006  | 27 ottobre 2009  |
| 14 | Rosa al luna park 「遊園地バトル！ローサの休日」 - Yūen chi batoru! Rōsa no kyūjitsu – "Battaglia al parco dei divertimenti! Il giorno di vacanza di Rosa"                                                                              | 19 marzo 2006     | 30 ottobre 2009  |
| 15 | Sulle tracce del padre 「危険な逃亡者！！父さんの手がかり！」 - Kiken na tōbōsha!! Tōsan no tegakari! – "Un pericoloso fuggitivo!! Tracce di papà!"                                                                                     | 26 marzo 2006     | 31 ottobre 2009  |
| 16 | L'incontro tra Lee e Vestarnu 「包囲網突破！リーと女豹！」 - Hōi mō toppa! Rī to onna hyō! – "Rompere l'assedio! Lee e la donna leopardo!"                                                                                              | 2 aprile 2006     | 1º novembre 2009 |
| 17 | Amico o nemico? 「敵か味方か！？ 危険な新戦力！」 - Teki ka mikata ka!? Kiken na shin senryoku! – "Nemico o alleato!? Una pericolosa nuova forza bellica"                                                                               | 9 aprile 2006     | 6 novembre 2009  |
| 18 | Mossa a sorpresa di Darius 「超兵器！ダリウスの切り札」 - Chōheiki! Dariusu no kirifuda – "Super arma! L'asso nella manica di Darius"                                                                                                   | 16 aprile 2006    | 10 novembre 2009 |
| 19 | L'esecuzione di Gaiking 「新皇帝の罠！ ガイキング処刑！！」 - Shin kōtei no wana! Gaikingu shokei!! – "La trappola della nuova imperatrice! L'esecuzione di Gaiking!!"                                                                  | 23 aprile 2006    | 11 novembre 2009 |
| 20 | Alla ricerca del Windarium 「ミニミニマシン！ 秘宝争奪猛レース！！」 - Miniminimashin! Hihō sōdatsu mō Rēsu!! – "Mini Mini Machine! Feroce gara al tesoro nascosto!!"                                                                   | 30 aprile 2006    | 12 novembre 2009 |
| 21 | La predizione di Lulu 「占い的中１００％！？ ズバリ言うルル！！」 - Uranai tekichū 100%!? Zubari iu Ruru!! – "Predizione esatta al 100%!? Le parole decisive di Lulu!!"                                                                 | 7 maggio 2006     | 13 novembre 2009 |
| 22 | L'iniziativa del trio 「燃えろ３バカ！ 奪われたガイキング！！」 - Moero 3 baka! Ubawareta Gaikingu!! – "Ardete 3 idioti! Il Gaiking rubato!!"                                                                                           | 14 maggio 2006    | 14 novembre 2009 |
| 23 | La fuga di Sakon 「サコン脱走！？ 静に迫る暗殺部隊！！」 - Sakon dassō!? Sei ni semaru ansatsu butai!! – "Sakon è scappato!? Gli assassini si avvicinano silenziosi!"                                                                   | 21 maggio 2006    | 15 novembre 2009 |
| 24 | Gli ippopotami rosa 「戦場を駆けるピンクのカバ！！ アイドルは誰だ？」 - Senjō o kakeru pinku no kaba!! Aidoru ha dare da? – "Ippopotami rosa galoppano sul campo di battaglia!! Chi è la idol?"                                         | 28 maggio 2006    | 17 novembre 2009 |
| 25 | La vittoria di Lulu 「地獄に堕ちたクルーども！ アイドルは君だ！！」 - Jigoku ni ochi ta kurū domo! Aidoru ha kimi da!! – "L'equipaggio sprofonda all'inferno! La idol sei tu!!"                                                         | 4 giugno 2006     | 18 novembre 2009 |
| 26 | L'incubo inizia 「悪夢の序曲！ よみがえる大地魔竜！！」 - Akumu no jokyoku! Yomigaeru Daichi Maryū!! – "Preludio di un incubo! Il risveglio del Daichi Maryu!!"                                                                         | 11 giugno 2006    | 19 novembre 2009 |
| 27 | Sotto la maschera 「暴かれた黒い過去！ガリス哀しみの仮面！！」 - Abaka re ta kuroi kako! Garisu kanashimi no kamen!! – "Un passato oscuro è rivelato! La triste maschera di Garis!!"                                                    | 25 giugno 2006    | 20 novembre 2009 |
| 28 | La bambina cattiva 「罪と罰と呪いの子！愛憎の天空魔竜！！」 - Tsumi to batsu to noroi no ko! Aizou no Tenkū Maryū!! – "La colpa, il castigo, la dannazione di una figlia! Tenku-Maryu d'amore e odio!!"                                 | 9 luglio 2006     | 21 novembre 2009 |
| 29 | L'ultima ora di Saspazi 「食らえ必殺のフルコース！ 最後に笑うサスページ！！」 - Kurae hissatsu no furukōsu! Saigo ni warau Sasupēji!! – "Prendi questo colpo finale! Suspage riderà per ultimo!!"                                       | 16 luglio 2006    | 26 novembre 2009 |
| 30 | Lulu al posto di Garis 「二代目は１３歳！ 総力戦だぜキャプテン・ルル！！」 - Ni daime ha 13 sai! Sō rikisen daze Kyaputen Ruru!! – "Il secondo ha 13 anni! Scontro all'ultimo sangue, Capitano Lulu!!"                                  | 23 luglio 2006    | 27 novembre 2009 |
| 31 | La trasformazione del Gaiking 「見よ！讃えよ！ひざまづけ！ 荒神グレート降臨！！」 - Miyo! Tataeyo! Hizamazuke! Aragami Gurēto kōrin!! – "Osservate! Lodate! Inchinatevi! L'avvento della divinità furiosa Great!!"                      | 30 luglio 2006    | 1º dicembre 2009 |
| 32 | Ritorno in superficie 「武器ナシ弾ナシ親友アリ！ 二人ぼっちの地上戦！！」 - Buki nashi dan nashi shin'yū ari! Futaribocchi no chijōsen!! – "Né armi, né munizioni, ma c'è il mio miglior amico! Battaglia in superficie della coppia!!" | 6 agosto 2006     | 4 dicembre 2009  |
| 33 | La fiamma arde nel cuore di Naoto 「さよなら純情! ちょい不良(ワル)ハートに火をつけろ!!」 - Sayonara junjō! Choi waru Hāto ni Hi o tsukero!! – "Addio, innocenza! La piccola fiamma di un cuore pavido!!"                                | 13 agosto 2006    | 10 dicembre 2009 |
| 34 | Le vere intenzioni della Nex 「ＮＥＸのはらわた！！狼の街に天使の接吻を・・・」 - NEX no harawa ta!! Okami no machi ni tenshi no seppun o... – "Il cuore della NEX!! Il bacio di un angelo nella città dei lupi..."                     | 20 agosto 2006    | 11 dicembre 2009 |
| 35 | La capitale sprofonda 「大虐殺！大展開！！神よ、帝都が沈む・・・」 - Dai gyakusatsu! Dai tenkai!! Kami yo, Teito ga shizumu... – "Strage! Rivolgimento!! Per Dio, la capitale imperiale sprofonda..."                                   | 27 agosto 2006    | 15 dicembre 2009 |
| 36 | Il tradimento di Darius 「再会・裏切りの父！こんなに愛してるのにぃぃッ！！」 - Saikai - Uragiri no chichi! Konnani aishiteru noniii!! – "Riunione - Papà un traditore! Ma quanto ti voglio bene!!"                                      | 3 settembre 2006  | 18 dicembre 2009 |
| 37 | Padre e figlio 「息子よ」 - Musuko yo – "Figlio mio" | 10 settembre 2006 | 22 dicembre 2009 |
| 38 | Bruciate! 「みんな、燃え」 - Minna, moero – "Tutti, ardiamo" | 17 settembre 2006 | 23 dicembre 2009 |
| 39 | Verso il futuro 「君の地球・君の未来」 - Kimi no chikyū - Kimi no mirai – "La tua Terra - Il tuo futuro" | 24 settembre 2006 | 24 dicembre 2009 |